# Heelblaadjesboorvlieg
De heelblaadjesboorvlieg (Myopites apicatus) is een vliegensoort uit de familie van de boorvliegen (Tephritidae). De wetenschappelijke naam van de soort is voor het eerst geldig gepubliceerd in 1980 door Freidberg.